# Scrittura birmana
La scrittura birmana è il tipo di scrittura alla base degli alfabeti usati per la lingua birmana moderna, la lingua mon, la lingua shan e la lingua karen.

## Lingua
Nata come un adattamento della scrittura mon oppure della scrittura pyu, la scrittura birmana era usata originariamente per scrivere il mon e il pyu. Nell'era moderna, oltre a essere usata per scrivere il birmano, è stata adattata per l'uso in altre lingue della Birmania, prime fra tutte lo shan, il mon (con l'uso di una versione della scrittura più simile a quella usata per il birmano rispetto alla scrittura del mon antico) e la lingua s'gaw karen. È anche usata come "scrittura liturgica" di pali e sanscrito.

## Unicode
La scrittura birmana fu aggiunta allo standard Unicode nel settembre del 1999 con il rilascio della versione 3.0. Caratteri aggiuntivi furono aggiunti nelle release successive.
Fino al 2005, la maggior parte dei siti in lingua birmana usava caratteri birmani basati su immagini generate in modo dinamico, spesso in formato GIF o JPEG. Alla fine del 2005, l'NLP Research Lab, un istituito situato in Birmania, annunciò il rilascio di un font OpenType birmano chiamato Myanmar1. Questo font contiene non solo il codice Unicode e i diacritici, ma anche la logica e le regole dell'OpenType Layout (OTL). Il Padauk, prodotto da SIL International, risultava essere in tutto compatibile con Unicode, ma inizialmente richiedeva un applicativo Graphite per poter funzionare. Oggi le tabelle OpenType per Windows sono contenute nella versione di base del sistema operativo. Dal rilascio dello standard Unicode 5.1 il 4 aprile 2008, tre font compatibili con Unicode 5.1 sono stati rilasciati con licenza pubblica, incluso Myanmar3, Padauk e Parabaik.
Molti progettisti di font hanno creato dei font birmani tra i quali Win Innwa, CE Font, Myazedi, Zawgyi, Ponnya, Mandalay. È importante precisare che i font birmani non sono compatibili con Unicode, poiché usano codici non allocati nel blocco birmano Unicode (sovrapponendosi con quelli per l'alfabeto latino) al fine di includere anche la modellazione dei font (ciò viene solitamente svolto dal cosiddetto motore complex text layout). I font in questione non sono ancora supportati da Microsoft o da altre software house. Ciononostante, alcuni siti di lingua birmani sono passati al rendering Unicode, mentre altri continuano a usare un font 'pseudo-Unicode' molto diffuso e chiamato Zawgyi (il quale usa posizioni di codice allocate per lingue di minoranza e non renderizza in modo efficiente alcuni caratteristiche dei diacritici, quali ad esempio le dimensioni del diacritico ya-yit) oppure altri metodi di visualizzazione basati su immagini GIF o JPEG.

### Funzionalità per il birmano in Microsoft Windows 8
Windows 8 include un font birmano compatibile con Unicode chiamato Myanmar Text, e include anche un layout di tastiera birmano. Windows 8 è stato il primo sistema operativo a includere le funzionalità per l'alfabeto birmano di default senza nessuna necessità di installazione di font aggiuntivi. A causa della popolarità di questo font in questo sistema operativo, Microsoft lo ha mantenuto in Windows 10.

### Blocchi
Il blocco Unicode chiamato Myanmar è U+1000–U+109F ed è stato aggiunto allo standard Unicode nel settembre del 1999 con il rilascio della versione 3.0. Invece il blocco Unicode chiamato Myanmar Extended-A è U+AA60–U+AA7F ed è stato aggiunto a ottobre del 2009 con il rilascio della versione 5.2. Infine il blocco chiamato Myanmar Extended-B è U+A9E0–U+A9FF ed è stato aggiunto allo standard Unicode a giugno del 2014 con il rilascio della versione 7.0.